# Буровка (Черниговская область)
Бу́ровка (укр. Бурівка) – село, расположенное на территории Городнянского района Черниговской области (Украина). Расположено в 27 км на юго-запад от райцентра Городни. Население — 661 чел. (на 2006 г.). Адрес совета: 15143, Черниговская обл., Городнянский р-он, село Буровка, ул. Центральная,22а , тел. 3-37-19. Ближайшая ж/д станция — Глиненка (линия Гомель-Чернигов), 19 км. Основано в 1639 г.